# Bahrains damlandslag i fotboll
Bahrains damlandslag i fotboll representerar Bahrain i fotboll på damsidan. Dess förbund är Bahrain Football Association (Bahrains fotbollsförbund).